# 普廷加
普廷加是巴西南大河州的一个市镇。总面积219.937平方公里，总人口4349人，人口密度19.8人/平方公里。